# Margherita Gonzaga (duchessa di Sabbioneta)
Margherita Gonzaga (Roma, aprile 1562 – Guastalla, 14 giugno 1618) è stata una duchessa italiana.

## Biografia
Era la figlia primogenita di Cesare I Gonzaga e Camilla Borromeo.
Nel 1581 venne siglato il contratto matrimoniale tra Camilla Borromeo e i funzionari del duca di Sabbioneta Vespasiano Gonzaga per il matrimonio di Margherita, che assentì per verba. La nuova duchessa entrò in Sabbioneta il 6 maggio 1582 nottetempo in una città illuminata e parata a festa portando in dote 50.000 ducati d'oro e i gioielli della madre. Tuttavia l'unione con il duca di Sabbioneta, funzionario fedelissimo del re di Spagna Filippo II e feudatario dell'imperatore Rodolfo II, non portò il tanto atteso erede, poiché il duca era affetto da sifilide.
Il 27 febbraio 1591, dopo giorni di agonia, Vespasiano si spense nella sua camera del Palazzo Grande in Sabbioneta, lasciando vedova Margherita poco più che trentenne ed erede universale la figlia di secondo letto Isabella Gonzaga, principessa di Stigliano. Margherita sciolse i sigilli al testamento il 5 marzo 1591 nella sala degli Imperatori a palazzo Ducale leggendolo ad alta voce al cospetto dei funzionari ivi riuniti.
Le fu restituita la dote, donati in gioielli che in nove anni di matrimonio aveva ricevuto dal consorte ed assegnato un vitalizio annuo di 2.000 ducati, che la figliastra ed il genero si impegnavano annualmente a versarle. Tuttavia, i due colpi di stato orditi dalla Comunità di Sabbioneta ai danni dei nuovi signori fece prudentemente scegliere alla duchessa di riparare a Guastalla, presso la corte del fratello Ferrante II Gonzaga e della cognata Vittoria Doria. 
A Guastalla Margherita si dedicò alle opere pie fondando il convento dei Cappuccini all'esterno della cinta muraria della città e scegliendo la chiesa quale luogo della sua sepoltura. Margherita conservò il titolo di duchessa di Sabbioneta, associando lo stemma ducale di Sabbioneta a quello di Guastalla. Margherita morì a Guastalla nel 1618, dove si trasferì dopo la morte del marito e dove abitò per alcuni anni nel palazzo da lei fatto edificare. Fu sepolta nella cripta sotto l'altare di San Francesco della chiesa dei Cappuccini, sul quale fu posta la tela con la Stigmatizzazione di San Francesco del pittore Giovanni Bresciani di Sabbioneta, ora collocato nella cattedrale di San Pietro a Guastalla. La cripta fu violata durante l'assedio di Guastalla del 1707.

## Ascendenza
|                                |                     |                       | Genitori                   |  |  | Nonni |  |  | Bisnonni             |  |  | Trisnonni          |  |
|                                |                     |                       |                            |  |  |       |  |  | Francesco II Gonzaga |  |  | Federico I Gonzaga |  |
|                                |                     |                       |                            |  |  |       |  |  | Francesco II Gonzaga |  |  | Federico I Gonzaga |  |
|                                |                     | Margherita di Baviera |                            |  |  |       |  |  | Francesco II Gonzaga |  |  |                    |  |
| Ferrante I Gonzaga             |                     |                       |                            |  |  |       |  |  | Francesco II Gonzaga |  |  |                    |  |
|                                |                     | Isabella d'Este       | Ercole I d'Este            |  |  |       |  |  |                      |  |  |                    |  |
|                                |                     | Isabella d'Este       | Ercole I d'Este            |  |  |       |  |  |                      |  |  |                    |  |
|                                |                     | Isabella d'Este       | Eleonora d'Aragona         |  |  |       |  |  |                      |  |  |                    |  |
| Cesare I Gonzaga               |                     | Isabella d'Este       |                            |  |  |       |  |  |                      |  |  |                    |  |
|                                |                     | Ferrante di Capua     | Andrea di Capua            |  |  |       |  |  |                      |  |  |                    |  |
|                                |                     | Ferrante di Capua     | Andrea di Capua            |  |  |       |  |  |                      |  |  |                    |  |
|                                |                     | Ferrante di Capua     | Maria d'Ayerbo d'Aragona   |  |  |       |  |  |                      |  |  |                    |  |
| Isabella di Capua              |                     | Ferrante di Capua     |                            |  |  |       |  |  |                      |  |  |                    |  |
|                                |                     | Antonicca del Balzo   | Giovan Francesco del Balzo |  |  |       |  |  |                      |  |  |                    |  |
|                                |                     | Antonicca del Balzo   | Giovan Francesco del Balzo |  |  |       |  |  |                      |  |  |                    |  |
|                                |                     | Antonicca del Balzo   | Margherita del Balzo       |  |  |       |  |  |                      |  |  |                    |  |
| Margherita Gonzaga             |                     | Antonicca del Balzo   |                            |  |  |       |  |  |                      |  |  |                    |  |
|                                | Federico I Borromeo | Federico I Borromeo   |                            |  |  |       |  |  |                      |  |  |                    |  |
|                                | Federico I Borromeo | Federico I Borromeo   |                            |  |  |       |  |  |                      |  |  |                    |  |
|                                | Federico I Borromeo | Veronica Visconti     |                            |  |  |       |  |  |                      |  |  |                    |  |
| Giberto II Borromeo            | Federico I Borromeo |                       |                            |  |  |       |  |  |                      |  |  |                    |  |
|                                |                     | Veronica Visconti     | Bernardino Medici          |  |  |       |  |  |                      |  |  |                    |  |
|                                |                     | Veronica Visconti     | Bernardino Medici          |  |  |       |  |  |                      |  |  |                    |  |
|                                |                     | Veronica Visconti     | Cecilia Serbelloni         |  |  |       |  |  |                      |  |  |                    |  |
| Camilla Borromeo               |                     | Veronica Visconti     |                            |  |  |       |  |  |                      |  |  |                    |  |
|                                |                     | Bernardino Medici     | …                          |  |  |       |  |  |                      |  |  |                    |  |
|                                |                     | Bernardino Medici     | …                          |  |  |       |  |  |                      |  |  |                    |  |
|                                |                     | Bernardino Medici     | …                          |  |  |       |  |  |                      |  |  |                    |  |
| Margherita Medici di Marignano |                     | Bernardino Medici     |                            |  |  |       |  |  |                      |  |  |                    |  |
|                                |                     | Cecilia Serbelloni    | …                          |  |  |       |  |  |                      |  |  |                    |  |
|                                |                     | Cecilia Serbelloni    | …                          |  |  |       |  |  |                      |  |  |                    |  |
|                                |                     | Cecilia Serbelloni    | …                          |  |  |       |  |  |                      |  |  |                    |  |
|                                |                     | Cecilia Serbelloni    |                            |  |  |       |  |  |                      |  |  |                    |  |